# Legnano
Legnano este un oraș în Italia.

## Istoric
Multe dovezi antice a unei așezări în Legnano datează din preistorie, din perioada numită Cultura Remedello (secolele XXI-XIX î.Hr.). Mai târziu a fost o așezare celtă, cucerită de romani în secolul I î.Hr.
În Evul Mediu, Legnano a fost locul bătăliei în care împăratul Frederic I Barbarossa a fost învins de Liga Lombardă pe 29 mai 1176.

## Demografie
Legnano - evoluția demografică

|  | Graficele sunt indisponibile din cauza unor probleme tehnice. Mai multe informații se găsesc la Phabricator și la wiki-ul MediaWiki. |

Date: Recensăminte sau birourile de statistică - grafică realizată de Wikipedia